# ترکی کریک (کنتاکی)
ترکی کریک، کنتاکی (به انگلیسی: Turkey Creek, Kentucky) یک منطقهٔ مسکونی در ایالات متحده آمریکا است که در کنتاکی واقع شده‌است.

## خصوصیات
ترکی کریک ۱۹۹٫۹۵ متر بالاتر از سطح دریا واقع شده‌است.